# 山形県の灯台一覧
山形県の灯台一覧（やまがたけんのとうだいいちらん）は、山形県にある灯台及び、照射灯、灯標、等の光波標識をまとめた一覧である。

## 灯台
酒田市
- 飛島灯台 ：山形県酒田市飛島
- 飛島南灯台 ：山形県酒田市飛島
- 六角灯台 ：山形県酒田市南新町1丁目
- 酒田灯台 ：山形県酒田市高砂231

鶴岡市
- 荒埼灯台 ：山形県鶴岡市荒崎
- 鼠ヶ関灯台 ：山形県鶴岡市鼠ヶ関弁天島
- 波渡埼灯台 ：山形県鶴岡市今泉

飽海郡遊佐町
- 羽後三埼灯台 ：山形県飽海郡遊佐町三崎峠

## 防波堤灯台
酒田市
- 飛島港法木北防波堤灯台 ：山形県酒田市飛島
- 飛島港南防波堤灯台 ：山形県酒田市飛島
- 飛島港中防波堤灯台 ：山形県酒田市飛島
- 酒田港防除堤灯台 ：山形県酒田市酒田港北港
- 酒田港北防波堤灯台 ：山形県酒田市酒田港
- 酒田港南防波堤灯台 ：山形県酒田市酒田港

鶴岡市
- 加茂港北防波堤灯台 :山形県鶴岡市加茂
- 加茂港西内防波堤灯台 ：山形県鶴岡市加茂
- 由良港西防波堤灯台 ：山形県鶴岡市由良
- 由良港西第二防波堤灯台 ：山形県鶴岡市由良
- 鼠ヶ関港東防波堤灯台 ：山形県鶴岡市鼠ヶ関
- 鼠ヶ関港西防波堤灯台 ：山形県鶴岡市鼠ヶ関

飽海郡遊佐町
- 吹浦港西防波堤灯台 ：山形県飽海郡遊佐町吹浦

## 灯標
- 留棹庵島灯標 ：山形県鶴岡市留棹庵島
- 由良港倉泉岩灯標 ：山形県鶴岡市由良倉泉岩

## 灯浮標
- 酒田港第二号灯浮標
- 酒田港第二号灯浮標
- 酒田港第二号灯浮標